# Лебедь Валерій Ігорович
Вале́рій І́горович Ле́бедь (5 січня 1989, Харків, Харківська область, СРСР) — український футболіст, півзахисник «Полісся».

## Ігрова кар'єра
Вихованець донецького «Шахтаря». Із 2006 по 2009 рік зіграв 31 матч у Другій лізі за «Шахтар-3», а також 56 у молодіжній першості за «Шахтар». Переможець молодіжної першості 2008/09.
У 2010—2015 роках виступав у складі донецького «Олімпіка». З цим клубом Лебедь став переможцем Другої ліги сезону 2010/11 і Першої ліги сезону 2013/14. 3 серпня 2014 року у грі з луганською «Зорею» дебютував у Прем'єр-лізі. Проте вже у вересні 2014 року отримав чотиримісячну дискваліфікацію за застосування забороненого препарату. Після повернення втратив місце у основі і у травні 2016 року залишив «Олімпік» за взаємною згодою. У складі цього колектива він провів 98 поєдинків, в яких забив 8 голів.
8 січня 2017 року було офіційно оголошено про перехід Лебедя до лав рівненського «Вереса». Проте у новій команді вкрай рідко виходив на поле і по закінченню сезону перейшов у «Суми». Провівши 9 матчів в осінній частині чемпіонату, Лебедь покинув «Суми» вже в листопаді. 6 квітня 2018 року дебютував за друголігове «Полісся».

## Досягнення
- Півфіналіст Кубку України (1): 2014/15
- Переможець Першої ліги України (1): 2013/14
- Переможець Друга ліга України (1): 2010/11
- Переможець молодіжної першості України (1): 2008/09